# Kumamon
Kumamon – czarny niedźwiadek z czerwonymi policzkami oraz białymi obwódkami wokół oczu i ust, maskotka japońskiej prefektury Kumamoto.

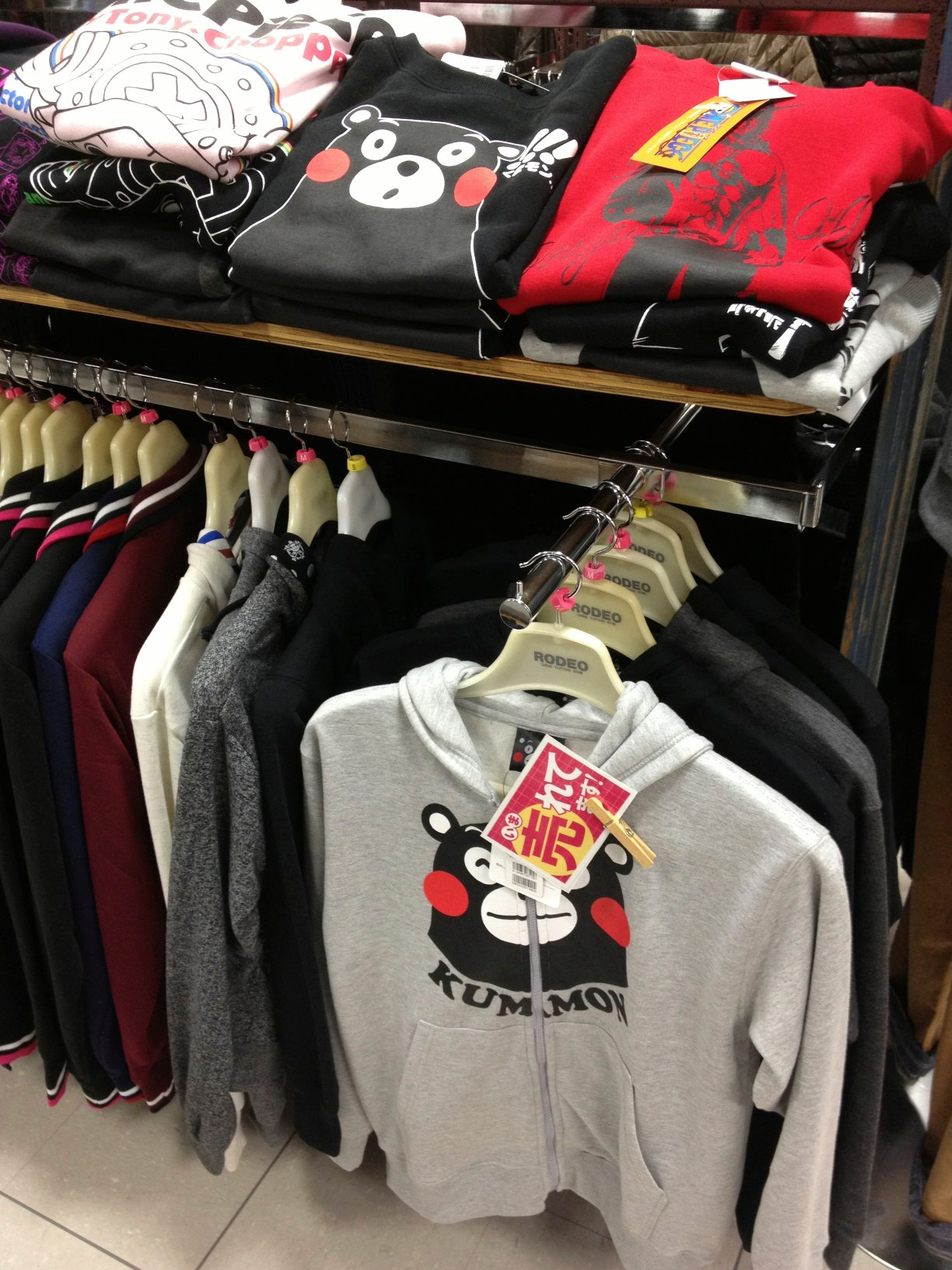
Ubrania z wizerunkiem Kumamona

Kumamon powstał w 2010 w ramach kampanii zachęcającej pasażerów linii kolejowej Kyūshū Shinkansen do zwiedzania prefektury. Dzień uruchomienia kolei (12 marca) jest świętowany oficjalnie jako urodziny Kumamona. 
„Biuro” Kumamona w centrum Kumamoto służy jako lokalny ośrodek informacji turystycznej. W 2011 wygrał ogólnokrajowy konkurs maskotek (yuru-kyara → rodzaj maskotek tworzonych na potrzeby PR), zbierając 280 tys. głosów. Już w ciągu pierwszych dwóch lat od powstania zarobił dla Kumamoto ponad 123 mld jenów (ok. 1 mld dolarów amerykańskich), zaś ogółem do 2019 – prawie 876 mld jenów (ponad 8 mld dolarów). Dochody ze sprzedaży pamiątek z wizerunkiem misia odgrywają dużą rolę w finansowaniu odbudowy regionu po trzęsieniu ziemi w 2016.
W dużym stopniu zawdzięcza swoją popularność temu, że władze Kumamoto udostępniają wizerunek Kumamona za darmo wszystkim chętnym pod warunkiem, że będą promować dobra i usługi wytwarzane na terenie prefektury. Kumamon pojawił się m.in. na samolotach linii Solaseed Air i kamerach firmy Leica. Od 2018 wizerunek Kumamona po uiszczeniu opłaty licencyjnej mogą wykorzystywać również zagraniczni przedsiębiorcy. Wśród pierwszych chętnych były firmy z Chin i Tajlandii. Od 3 września 2018 regularnie publikuje filmy w serwisie YouTube (jego kanał powstał w 2010).